# 3C 268.3
3سي 268.3 هيَ مجرة زايفرت/نجم زائف تتواجد في كوكبة الدب الأكبر.